# Hrvatsko jedinstvo
Hrvatsko jedinstvo je bio tjednik za politiku, kulturu, socijalna i gospodarna pitanja iz Varaždina. 
Izlazio je od 1938. godine do 1945. godine.
Uredništvo i uprava lista nalazila se je u Preradovićevoj 19 u Varaždinu, a prije toga u Frankopanskoj 1. Cijena je bila 1,5 din. Za vrijeme NDH bila je 3 kn.
U podnaslovu se je definirao kao tjednik za politiku, kulturu, socijalna i gospodarna pitanja. Od uspostave NDH, u podnaslovu se definirao kao Glasilo Velike župe Zagorje. Vlasnikom i izdavačem postao je Državni izvještajni i promičbeni ured. Od travnja do rujna 1942. godine podnaslova je Ustaško glasilo za Veliku župu Zagorje. Urednici su mu u tom razdoblju bili Stanko Paškvan i Josip Kolibaš. Potkraj 1944. opet mijenja podnaslov, ovog puta na oblik blizak izvornom, Tjednik za politiku, prosvjetu, društvovna i gospodarska pitanja. Promijenio se i izdavač: od tada je Konzorcij varaždinskih Hrvata. 

## Urednici
- Mirko Sladović (1941.)
- Josip Kolibaš (1942.)
- Slavko Paškvan